# Nationale Partij van Honduras
De Nationale Partij van Honduras (Spaans: Partido Nacional de Honduras) is een Hondurese rechtse politieke partij. Samen met de Liberale Partij van Honduras (Partido Liberal de Honduras) domineert de PNH het politieke leven van Honduras al bijna een eeuw.

## Geschiedenis

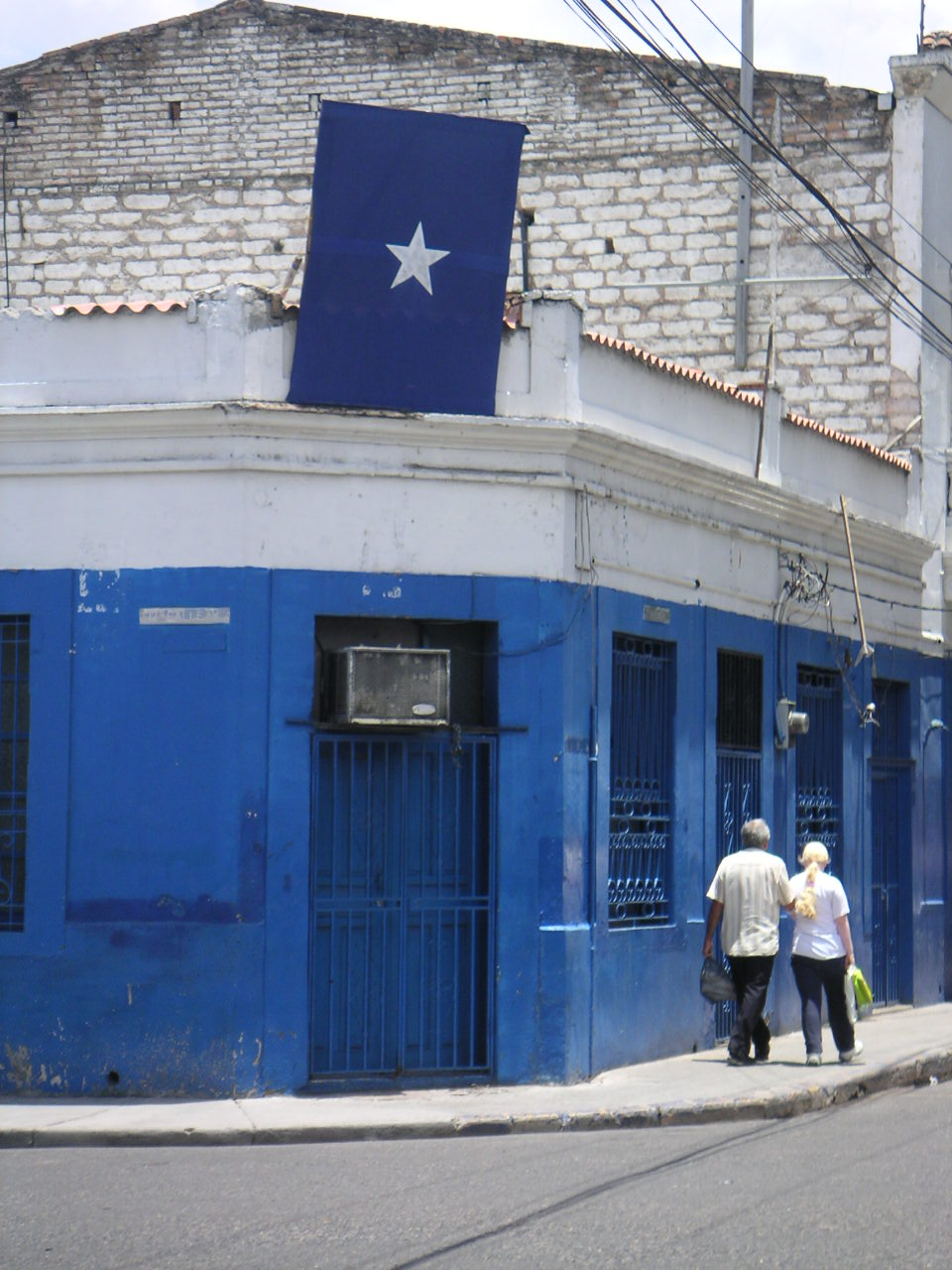
Het hoofdkwartier van de PNH in Tegucigalpa

In 1918 traden een aantal vooraanstaande leden uit de Liberale Partij van Honduras en richtten, samen met leden van de Nationaal Progressieve Partij (Partido Nacional Progresista), de Nationale Partij van Honduras (PNH) op. De PNH werd opgericht als "centristische en humanistische" partij, maar al spoedig werd de partij gedomineerd door conservatieve grootgrondbezitters die gekant waren tegen hervormingen. Als leider van de PNH trad generaal Tiburcio Carías Andino naar voren. Carías Andino maakte een einde aan de aanvankelijke verdeeldheid binnen de partij en liet een partijprogramma opstellen. De belangrijkste programmapunten waren constitutionalisme, financiële en administratieve hervormingen, vrije verkiezingen en maatregelen om de arbeiders en ondernemers te beschermen.
Na de verkiezing van Carías tot president in 1932 steunde de PNH het beleid van de president, ook toen deze dictatoriale vormen aannam. In 1935 stelde Carías een Grondwetgevende Vergadering samen die werd gedomineerd door leden van de PNH. In 1936 presenteerde de Grondwetgevende Vergadering een nieuwe grondwet die het de president mogelijk maakte om te worden herkozen. Tijdens de (milde) dictatuur van Carías werden nauwe betrekkingen aangeknoopt met de Verenigde Staten van Amerika en de United Fruit Company controleerde de economie volledig. De meeste plantages die producten aan de United Fruit Company leverden waren in handen van grootgrondbezitters die lid waren van de PNH. In 1948 kondigde Carías zijn aftreden aan en werd de door Carías gesteunde PNH-kandidaat Juan Manuel Gálvez tot president gekozen. Gálvez voerde een gematigd hervormingsbeleid, maar de macht van de United Fruit Company en de grootgrondbezitters bleef onaangetast. In 1954 volgde Julio Lozano Díaz (PNH) Gálvez als president op en regeerde als dictator. In 1956 werd deze bij een staatsgreep ten val gebracht; een militaire junta trad op als interim-regering en in 1957 werd bij de presidentsverkiezingen de kandidaat van de PLH tot president gekozen. Tussen 1963 en 1982 was Honduras meesttijds een militaire dictatuur en trad de PNH op als spreekbuis van de dictators. Na het herstel van de democratie in 1981 was de PNH in diskrediet geraakt. De liberalen, die altijd oppositie hadden gevoerd tegen de dictators, wonnen de verkiezingen van dat jaar. De liberaal Roberto Suazo Córdova werd bij de presidentsverkiezingen tot president gekozen.
In de hiernavolgende jaren bleef de inmiddels ernstig verdeelde PNH verstoken van de macht. De partij was verdeeld in twee fracties, de ultraconservatieve fractie en de liberaal conservatieven fractie. De laatste fractie was voorstander van samenwerking met de PLH. Uiteindelijk bleek de liberaal conservatieve fractie onder Rafael Leonardo Callejas Romero de sterkste. Van 1985 tot 1987 maakte de PNH deel uit van een coalitieregering met de PLH.
In 1990 werd Callejas tot president gekozen en koos de PNH openlijk voor een meer liberale koers. Callejas voerde sociale hervormingen door en genoot aanvankelijk een grote populariteit onder de bevolking. Callejas bleek echter ook betrokken bij corruptieschandalen en de oppositie beschuldigde hem van zelfverrijking. Callejas' ambtstermijn eindigde in 1994, toen de PLH-kandidaat Carlos Roberto Reina Indiáquez hem opvolgde.

### Verkiezingen sinds 2001
Bij de parlementsverkiezingen van 25 november 2001 verkreeg de PNH 46,5% van de stemmen, goed voor 61 van de 128 zetels in het Nationaal Congres van Honduras. Dankzij een alliantie met de Christendemocratische Partij van Honduras (Partido Demócrata Cristiano de Honduras) verkreeg het PNH/PDCH-blok een meerderheid in het Congres. De presidentsverkiezingen, die op dezelfde dag werden gehouden, werd gewonnen door de PNH-kandidaat Ricardo Maduro die in januari 2002 werd ingezworen als president.
Bij de parlementsverkiezingen van 27 november 2005 behaalde de PNH 55 van de 128 zetels in het Nationaal Congres, een kleine achteruitgang ten opzichte van de parlementsverkiezingen van 2001. De kandidaat van de PNH, Porfirio Lobo Sosa, die 46,2% van de stemmen kreeg, werd verslagen door Manuel Zelaya. Na de verkiezingen van 2009 werd Lobo in 2010 echter alsnog president. Hij werd in 2014 opgevolgd door partijgenoot Juan Orlando Hernández, die twee termijnen aan de macht zou blijven.
De PNH is lid van de Internationale Democratische Unie, de Unie van Latijns-Amerikaanse Partijen (Unión de Partidos Latinoamericanosen) en de Democratische en Centristische Internationale (de voormalige Christendemocratische Internationale).

## Voorzitter
De voorzitter van de PNH is Juan Orlando Hernández.

## Presidenten namens de PNH
| Naam                            | ambtstermijn |
| ------------------------------- | ------------ |
| Ponciano Leiva Madrid*          | 1873 - 1876  |
| Ponciano Leiva Madrid*          | 1891 - 1893  |
| Manuel Bonilla Chirinos**       | 1903 - 1907  |
| Manuel Bonilla Chirinos**       | 1912 - 1913  |
| Tiburcio Carías Andino          | 1924         |
| Miguel Paz Barahona             | 1925 - 1929  |
| Tiburcio Carías Andino          | 1933 - 1949  |
| Juan Manuel Gálvez              | 1949 - 1954  |
| Julio Lozano Díaz               | 1954 - 1956  |
| Oswaldo Enrique López Arellano  | 1963 - 1971  |
| Ramón Ernesto Cruz Uclés        | 1971 - 1972  |
| Rafael Leonardo Callejas Romero | 1990 - 1994  |
| Ricardo Maduro                  | 2002 - 2006  |
| Porfirio Lobo Sosa              | 2010 - 2014  |
| Juan Orlando Hernández          | 2014 - 2022  |

(*) Namens de Liberale Partij (rechtervleugel), wordt door de PNH echter gezien als "Presidente Nacionalista".

(**) Namens de Nationaal Progressieve Partij (Partido Nacional Progresista).